# دار النشر مرسم
دار النشر مرسم هي دار نشر مغربية مقرها في الرباط . تنشر بالغة العربية و الفرنسية.

## منشوراتها
تتعدد إصدارات وإنتاجات الدار, فهي تشمل عدة مجالات :
- الرواية
- الشعر
- المسرحيات
- المقالات
- كتب الأطفال
- الأعمال الفنية الرسومية

## المصدر
- http://www.arabchildrensliterature.com/ar/directory/publishers/editions-marsam-ar